# 瓦西维耶尔湖
瓦西维耶尔湖（法語：Lac de Vassivière，法語發音：[lak də vasivjɛʁ]）是法国最大的人工湖之一，是一个约10平方公里的大型人工水库，位于克勒兹省和上维埃纳省的米勒瓦什高原上。瓦西维耶尔湖是法国利穆赞地区最大的水域，其负责供水，提供水力发电并建有休闲设施。